# Trochalus camaruensis
Trochalus camaruensis är en skalbaggsart som beskrevs av Max Quedenfeldt 1888. Trochalus camaruensis ingår i släktet Trochalus och familjen Melolonthidae. Inga underarter finns listade i Catalogue of Life.